# راند بول
راندال هوارد بول (بالإنجليزية: Rand Paul)‏ (يُلقب بـ"راند") (7 يناير 1963)، سياسي وطبيب أمريكي يشغل منصب أصغر أعضاء مجلس الشيوخ الأمريكي عن ولاية كنتاكي منذ عام 2011، هو ابن عضو مجلس النواب الأمريكي السابق عن ولاية تكساس، والمرشح لرئاسة الولايات المتحدة الأمريكية في أعوام 1988 و 2008 و 2012، رون بول.
وُلد راند بول في مدينة بيتسبرغ في ولاية بنسلفانيا الأمريكية، التحق بجامعة بايلور، وتخرج من مدرسة الطب في جامعة ديوك. بدأ بول ممارسة مهنة طب العيون في عام 1993 في مدينة بولينغ غرين في مقاطعة وارين بولاية كنتاكي الأمريكية، وأنشأ عيادته الخاصة في شهر ديسمبر من عام 2007. في عام 2010، دخل بول عالم السياسة من خلال الترشح لمجلس الشيوخ الأمريكي. وصف راند بول الجمهوري نفسه بأنه دستوري محافظ ومؤيد لحركة حزب الشاي.
انتُخب بول لقائمة مرشحي الحزب الجمهوري لخوض الانتخابات الرئاسية الأمريكية في عام 2016. لكنه أوقف حملته الانتخابية في شهر فبراير من عام 2016، بعد حصوله على المركز الخامس خلال انتخابات المؤتمرات الحزبية في آيوا.

## أولى سنوات حياته
وُلد راندال هوارد بول في 7 يناير من عام 1963 في مدينة بيتسبرغ بولاية بنسلفانيا الأمريكية لكارول بول (كارول ويلز قبل الزواج)، والسياسي والطبيب الأمريكي رون بول. كان راند بول عضوًا في مجلس النواب الأمريكي عن ولاية تكساس، وترشح لمنصب رئيس الولايات المتحدة الأمريكية ثلاث مرات. راند هو الابن الثالث لكارول ورون، وله أربعة إخوة، رونالد «روني» بول الابن، ولوري بول بيات، وروبيرت بول، وجوي بول لوبلانك.
عُمّد بول في الكنيسة الأسقفية الأمريكية، واعتُبر مسيحيًا ملتزمًا بممارسة الطقوس الدينية خلال فترة مراهقته.
لم يكن الاسم الأول لراند بول مستلهمًا من اسم الروائية الروسية الأمريكية آين راند، مع أنّ آراء والده كانت تحررية للغاية، وكان مؤيدًا للحقوق الفردية. مع تقدمه بالعمر، أصبح بول يُنادى باسم «راندي» إلى أن اختصرت زوجته الاسم إلى «راند».
انتقلت عائلة بول إلى مدينة لايك جاكسون في ولاية تكساس الأمريكية في عام 1968، حيث نشأ. بدأ والده، رون بول، في مدينة لايك جاكسون ممارسة مهنة الطب، وكان طبيب التوليد الوحيد في مقاطعة برازوريا لفترة من الزمن.
انتخب رون بول، عندما كان راند في سن الثالثة عشر، لمجلس النواب الأمريكي. وفي نفس العام، حضر بول المؤتمر الوطني للحزب الجمهوري لعام 1976، إذ ترأس والده وفدَ رونالد ريغان من تكساس. غالبًا ما كان بول الشاب يقضي إجازة الصيف متدربًا في مكتب والده الخاص في الكونغرس. خلال سنوات مراهقته، درس بول حياة ومؤلفات الاقتصاديين النمساويين الذين كان يحترمهم والده، ودرس أيضًا كتابات الفيلسوف الموضوعي آين راند. التحق بول بمدرس برازوسوود الثانوية، وانضم لفريق السباحة فيها، ولعب في خط الدفاع في فريق كرة القدم.
التحق بول بجامعة بايلور من خريف عام 1981، وحتى صيف عام 1984، وكان من بين الطلاب المسجلين في برامج شرفية. خلال الفترة التي قضاها في بايلور، شارك راند بول في فريق السباحة وانضم إلى مجموعة الشباب المحافظين من تكساس، وكان أحد أعضاء المنظمة السرية، أخوة ذا نوز (Th NoZe Brotherhood) المعروفة بأسلوب سخريتها غير المحترم. ساهم بشكل منتظم بالنشر في صحيفةِ بايلور لاريات الخاصة بطلاب الجامعة. حصل بول على قبول من مدرسة الطب في جامعة ديوك، التي لم تكن تتطلب في ذلك الحين درجة جامعية للقبول في الدراسات العليا، فانسحب من جامعة بايلور قبل أن يحصل على درجة البكالوريوس. حصل على درجة الماجستير في الطب من جامعة ديوك في عام 1988، وأكمل إقامته فيها في عام 1993.

## روابط خارجية
- راند بول على موقع IMDb (الإنجليزية)
- راند بول على موقع الموسوعة البريطانية (الإنجليزية)
- راند بول على موقع روتن توميتوز (الإنجليزية)
- راند بول على موقع مونزينجر (الألمانية)
- راند بول على موقع إن إن دي بي (الإنجليزية)
- راند بول على موقع قاعدة بيانات الفيلم (الإنجليزية)